# ناحیه برنس، شهرستان هنری، ایلینوی
ناحیه برنس (به انگلیسی: Burns Township) یک منطقهٔ مسکونی در ایالات متحده آمریکا است که در شهرستان هنری، ایلینوی واقع شده‌است. ناحیه برنس ۲۳۲ متر بالاتر از سطح دریا واقع شده‌است.